# Comes de Guiró
Les Comes de Guiró és un petit conjunt de comes del terme municipal de la Torre de Cabdella, del Pallars Jussà, dins del seu terme primigeni.
Estan situades al sud-oest del poble de Guiró, a la vall del Barranc Roi, a les dues ribes d'aquest barranc. Són al nord de la Borda de Pau, i a ponent del poble d'Obeix.